# Quatzenheim
Quatzenheim (Zwàtzne in dialetto alsaziano) è un comune francese di 772 abitanti situato nel dipartimento del Basso Reno nella regione del Grand Est.

## Storia

### Simboli
Nell'Armorial Général de France del 1696 è raffigurato un leopardo (cioè un leone passante, con la testa di fronte) coronato.

## Società

### Evoluzione demografica
Abitanti censiti